# De madonna van Stockholm
De madonna van Stockholm is een spionageroman van auteur Gérard de Villiers en het 86e deel uit de S.A.S.-reeks met als protagonist de Oostenrijkse prins en freelance CIA-agent Malko Linge.

## Het verhaal
Lee Updike, een getalenteerde jonge wetenschapper, heeft zich teruggetrokken uit het Amerikaanse Strategic Defense Initiative-project omdat zijn werkzaamheden mogelijk een toekomstige bedreiging vormen voor de wereldvrede. Om deze reden is hij naar het rustieke Zweden gevlucht waar hij onder de bescherming van de Zweedse autoriteiten valt na bedreigingen en intimidatie door de Amerikaanse geheime dienst.
Updike doet vervolgens enkele onthullingen in media omtrent de onderzoeken waarbij hij betrokken was. Dan komt zijn Estse vriendin om het leven en hem met een gebroken hart achter laat.
Vervolgens wordt Updike gestalkt door leden van geheime diensten uit het Arabische deel van Midden-Oosten.
Maar ook andere mogendheden azen op zijn onderzoeksresultaten. Aan Malko de taak om de wetenschapper te beschermen en terug te laten keren naar de Verenigde Staten en was zijn Estse vriendin wel zo onschuldig?.

## Personages
- Malko Linge, Oostenrijkse prins en CIA-agent;
- Lee Updike, voormalig Amerikaans defensiewetenschapper;

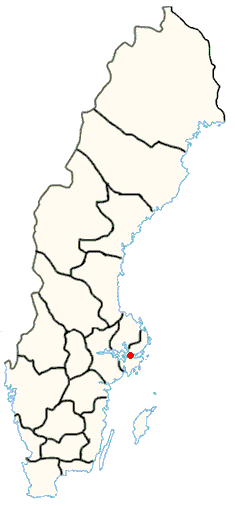
De hoofdstad Stockholm in Zweden.

- Chris Jones, CIA-agent;
- Milton Brabeck, CIA-agent;